# Разметелево
Размете́лево (фин. Rosmittala) — деревня в Колтушском городском поселении Всеволожского района Ленинградской области. Бывший административный центр Разметелевского сельского поселения.

## История
Упоминается в 1500 году в Писцовой книге Водской пятины, как деревня Размесово в Келтушском погосте.
Картографическое упоминание — деревня Разметелева можно найти на карте Ингерманландии А. Ростовцева в 1727 году.
Деревня Rosmittala упоминается в наиболее старых из сохранившихся церковных регистрационных книгах Колтушского лютеранского прихода, начиная с 1745 года.
На карте Санкт-Петербургской губернии Я. Ф. Шмидта 1770 года она обозначена, как деревня Росмителево.
Затем как деревня Размителева упоминается на «карте окружности Санкт-Петербурга» 1810 года.

РАЗМИТЕЛЕВА — деревня принадлежит ротмистру Александру Чоглокову, жителей по ревизии 77 м. п., 100 ж. п. (1838 год)

В 1844 году деревня Размителево насчитывала 30 дворов.
На этнографической карте Санкт-Петербургской губернии П. И. Кёппена 1849 года она обозначена как деревня «Rosmittala», расположенная в ареале расселения савакотов. В пояснительном тексте к этнографической карте указано количество её жителей на 1848 год: савакотов — 90 м. п., 111 ж. п., финляндских карелов — 33 м. п., 30 ж. п., всего 264 человека.

РАЗМИТЕЛЕВА — деревня г. Чоглокова, по просёлкам, 28 дворов, 80 душ м. п. (1856 год)

Число жителей деревни по X-ой ревизии 1857 года: 82 м. п., 119 ж. п..

РАЗМИТЕЛЕВА (ШАЛАШКИ) — деревня владельческая при колодцах; 34 двора, жителей 98 м. п., 117 ж. п. (1862 год)

В 1868 году местный крестьянин Иван Петрович Хайми купил у господина Чоглокова 20 десятин земли, а крестьянин Матвей Симонович Вазик — 16 десятин.
Крестьяне деревни Размителево Матвей Павлович Хайми и Яков Иванович Хайми купили в 1881 году у камер-юнкера А. А. Чоглокова участок земли площадью 31 десятина.
Согласно подворной переписи 1882 года в деревне проживали 44 семьи, число жителей: 125 м. п., 134 ж. п., все лютеране, разряд крестьян — собственники; а также пришлого населения 17 семей, в них: 30 м. п., 27 ж. п., лютеране: 25 м. п., 21 ж. п..

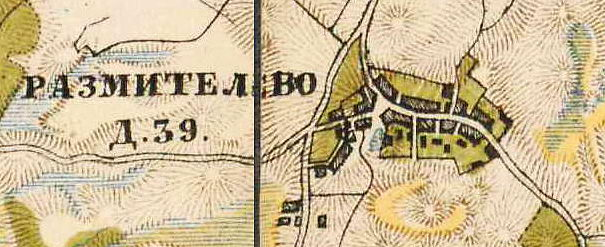
План деревни Разметелево. 1885 год

В 1885 году, согласно карте окрестностей Петербурга, деревня насчитывала 39 крестьянских дворов. Сборник Центрального статистического комитета за этот же год описывал деревню так:

РАЗМИТЕЛЕВА — бывшая владельческая деревня Колтушской волости, дворов — 51, жителей — 225; лавка. (1885 год).

По данным Материалов по статистике народного хозяйства в Шлиссельбургском уезде 1885 года, 32 крестьянских двора в деревне (или 73 % всех дворов) занимались молочным животноводством, 8 крестьянских дворов (или 18 % всех дворов) выращивали на продажу смородину, малину и яблоки.
Согласно Материалам по статистике народного хозяйства Шлиссельбургского уезда на 1889 год земли в Размителево принадлежали: местному крестьянину М. С. Вазикову — 16 десятин, мещанину И. Я. Виролайне — 5 десятин и местному крестьянину С. Я. Хайми — 20 десятин.

РАЗМИТЕЛЕВО — деревня на земле Канистского сельского общества, при просёлочной дороге 54 двора, 164 м. п., 183 ж. п., всего 347 чел. 1 мелочная лавка. (1896 год)

В конце XIX — начале XX века деревня административно относилась к Колтушской волости 2-го стана Шлиссельбургского уезда Санкт-Петербургской губернии. Население деревни было однородным — финским.
В 1902 году на Всероссийской кустарно-промышленной выставке в Таврическом дворце от Колтушской волости Шлиссельбургского уезда были представлены «шерстяные материи», сработанные Марией Матвеевной Кенинги и кружева, сработанные Марьей Семёновной Хайми из деревни Разметелево.
В 1909 году в деревне было 60 дворов. В этом же году в деревне открылась школа с преподаванием на финском языке. Преподавали в ней «мадемуазель Эрлакас (эстонка) и мадемуазель Т. Григорьева».
В 1914 году «Памятная книжка» губернского статистического комитета отмечала, что в деревне работала земская школа (Размителевское училище), учителем в которой была Эльфрида Яновна Грязнова.

РОЗМИТЕЛЕВО — деревня Мягловского сельсовета, 93 хозяйства, 438 душ.

Из них: русских — 2 хозяйства, 11 душ; финнов-ингерманландцев — 90 хозяйств, 424 души; карел — 1 хозяйство, 3 души; (1926 год)

28 января 1931 года в деревне родился известный советский театральный режиссёр, Заслуженный деятель искусств Карельской АССР (1972), лауреат Государственной премии РСФСР имени К. С. Станиславского (1972), Тойво Семёнович Хайми (1931—1984).
По административным данным 1933 года деревня называлась Розмителево и относилась к Новопустошскому финскому национальному сельсовету.

РОЗМИТЕЛЕВО — деревня Ново-Пустошского сельсовета, 591 чел. (1939 год)

План деревни Разметелево. 1939 год

В 1940 году деревня насчитывала 84 двора.
До 1942 года — место компактного проживания ингерманландских финнов.
На карте прапорщика Н. Соколова 1792 года к северу и по смежеству с деревней Размителево обозначена деревня Гяники. До конца 1930-х под именем Хяники она была отдельной деревней, позднее вошла в черту Разметелева. Ещё одна деревня — Шалашки (Саласки), существовала в конце XIX — начале XX века к югу от Размителева, позднее и она слилась с ней.
На картах 1942 и 1984 года деревня обозначалась как Размителево, в настоящее время официальное название — Разметелево.
В 1958 году население деревни составляло 385 человек, деревня называлась Розмителево.
По данным 1966 года деревня называлась Размителево и входила в состав Колтушского сельсовета.
Решением Исполнительного комитета Ленинградского областного Совета № 25 от 25 января 1971 года деревни Хяники и Разметелево были объединены в один населённый пункт с наименованием деревня Разметелево.
По данным 1973 года деревня Размителево являлась административным центром Новопустошского сельсовета.
По данным 1990 года в деревне Разметелево проживали 3077 человек. Деревня являлась административным центром Разметелевского сельсовета, в который входили 14 населённых пунктов: деревни Вирки, Ёксолово, Манушкино, Мяглово, Новая Пустошь, Озерки, Разметелево, Рыжики, Тавры, Хапо-Ое; посёлок Вирки; посёлки при станции Манушкино, Шестнадцатый Километр; местечко Мяглово, общей численностью населения 5084 человека.
В 1997 году в деревне проживали 3168 человек, в 2002 году — 2903 человек (русские — 87 %), в 2007 году — 2830.
6 июня 2013 года депутаты Законодательного собрания Ленобласти приняли закон «Об объединении Колтушского сельского поселения и Разметелевского сельского поселения во Всеволожском муниципальном районе Ленинградской области», в результате чего деревня Разметелево вошла в состав Колтушского сельского поселения.

## География
Деревня расположена в юго-западной части района на автодороге Р21 (E 105, Санкт-Петербург — Петрозаводск — Мурманск) «Кола» в месте её пересечения автодорогой 41К-078 (Санкт-Петербург — Всеволожск).
Расстояние до районного центра — 16 км.
Расстояние до ближайшей железнодорожной станции Мяглово — 6 км.
Деревня находится на Колтушской возвышенности.

## Демография
Изменение численности населения за период с 1838 по 2021 год:
| 1862 | 2007  | 2010  | 2017  |
| ---- | ----- | ----- | ----- |
| 215  | ↗2830 | ↗3082 | ↘2820 |

Национальный состав
Согласно данным Всероссийской переписи населения 2021 года в деревне проживали 1697 человек, из них:
 русские — 999, украинцы — 17, немцы — 10, татары — 7, армяне — 6, белорусы — 6, буряты — 5, мордва — 5, грузины — 3, киргизы — 3, финны-ингерманландцы — 3, корейцы — 2, азербайджанцы — 1, вепсы — 1, евреи — 1, кабардинцы — 1, коми — 1, эвенки — 1, другие национальности — 34 человека, остальные национальность не указали.

## Административное подчинение
- с 1 марта 1917 года — в Розмителевском сельсовете Колтушской волости Шлиссельбургского уезда.
- с 1 февраля 1923 года — в Розмителевском сельсовете Ленинской волости Ленинградского уезда.
- с 1 февраля 1924 года — в Мягловском сельсовете.
- с 1 августа 1927 года — в Мягловском сельсовете Ленинского района Ленинградского округа.
- с 1 июля 1930 года — в Мягловском сельсовете Ленинградского Пригородного района.
- с 1 августа 1931 года — в Ново-Пустошском сельсовете.
- с 1 августа 1936 года — в Ново-Пустошском сельсовете Всеволожского района
- с 1 июня 1954 года — в Колтушском сельсовете[88].

## Транспорт
| №   | Конечная остановка 1              | Конечная остановка 2          | Перевозчик                         |
| --- | --------------------------------- | ----------------------------- | ---------------------------------- |
| 429 | Ёксолово                          | «Ладожская», Ладожский вокзал | ООО «Автоалдис»                    |
| 453 | Дубровка, Ленинградская улица     | «Ладожская», Ладожский вокзал | ООО «Автоалдис»                    |
| 485 | река Оккервиль ( «Улица Дыбенко») | садоводство «Чёрная Речка»    | ООО «Вест-Сервис» (ХК «Питеравто») |
| 603 | Всеволожск, вокзал                | имени Свердлова               | ООО «Пальмира»                     |
| 604 | Всеволожск, вокзал                | Дубровка, Ленинградская улица | ООО «Пальмира»                     |
| 801 | Дубровка, Ленинградская улица     | «Проспект Большевиков»        | ООО «Никкос»                       |

## Известные уроженцы
- Тойво Семёнович Хайми (1931—1984) — советский театральный режиссёр, Заслуженный деятель искусств Карельской АССР (1972), лауреат Государственной премии РСФСР имени К. С. Станиславского (1972)
- Анастасия Вячеславовна Ивлеева (род. 1991) — российская телеведущая, киноактриса и видеоблогер

## Фото

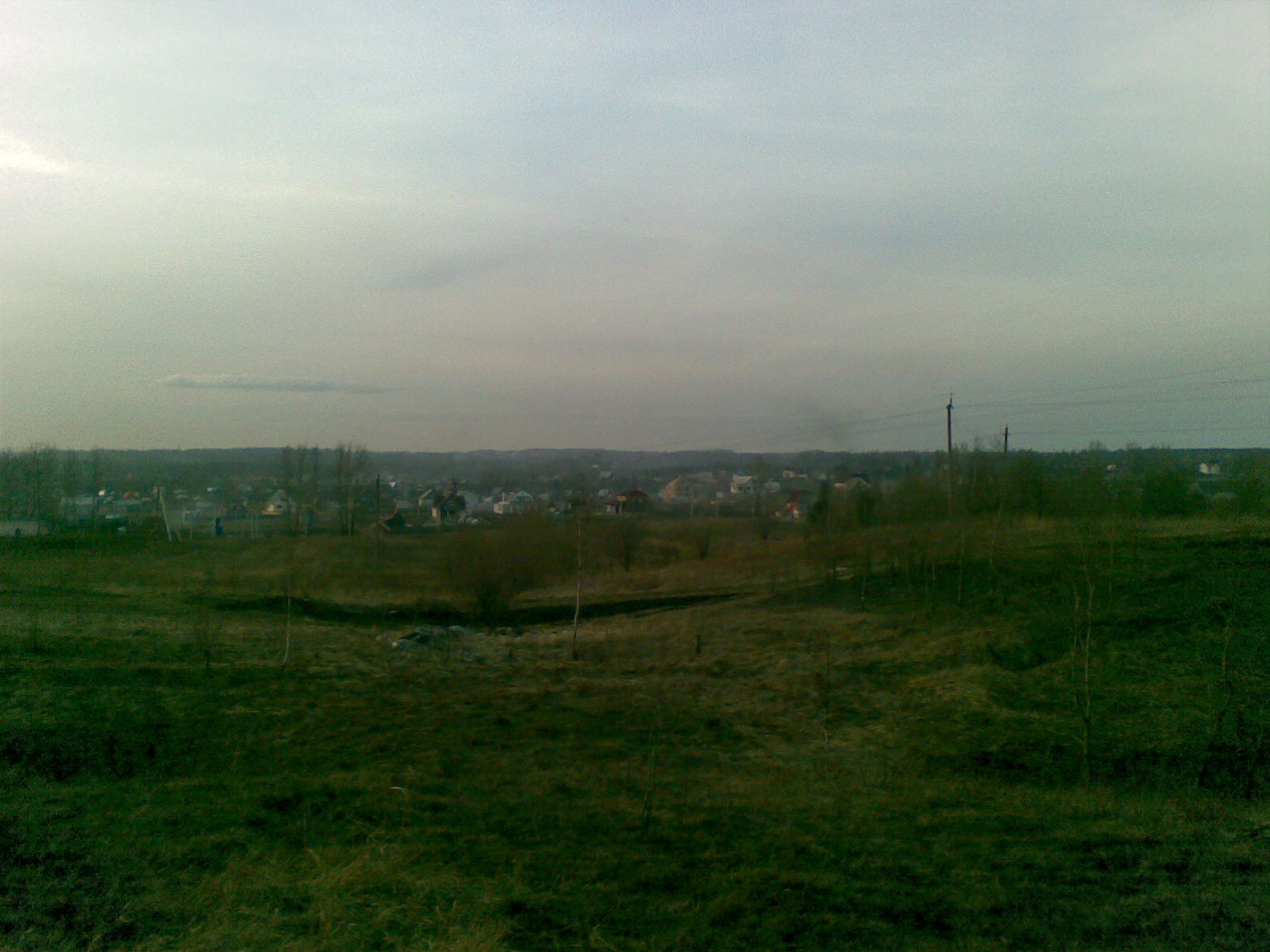
Разметелево. 2007 год
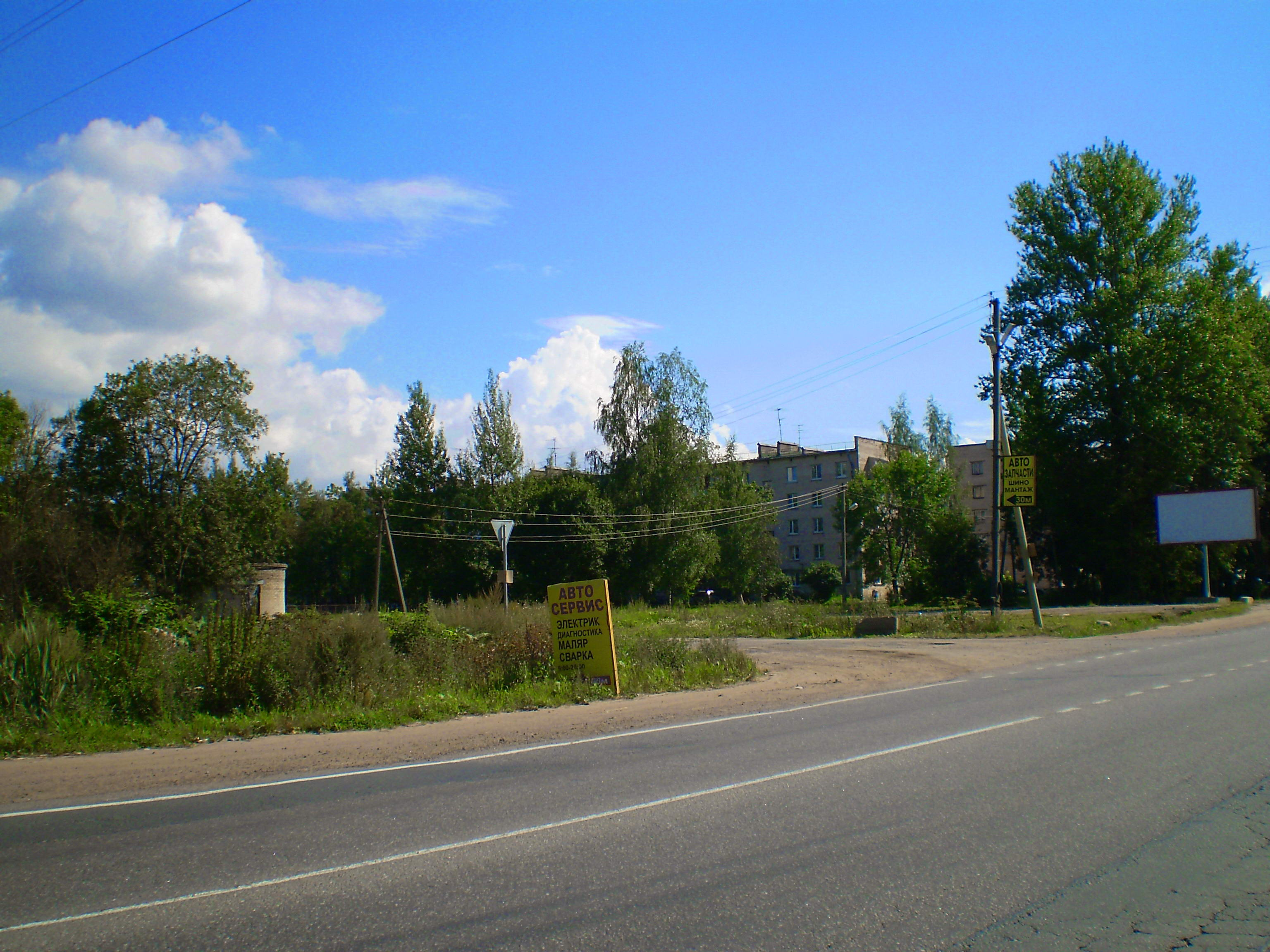
Разметелево, поворот на Хяники, 2012 год
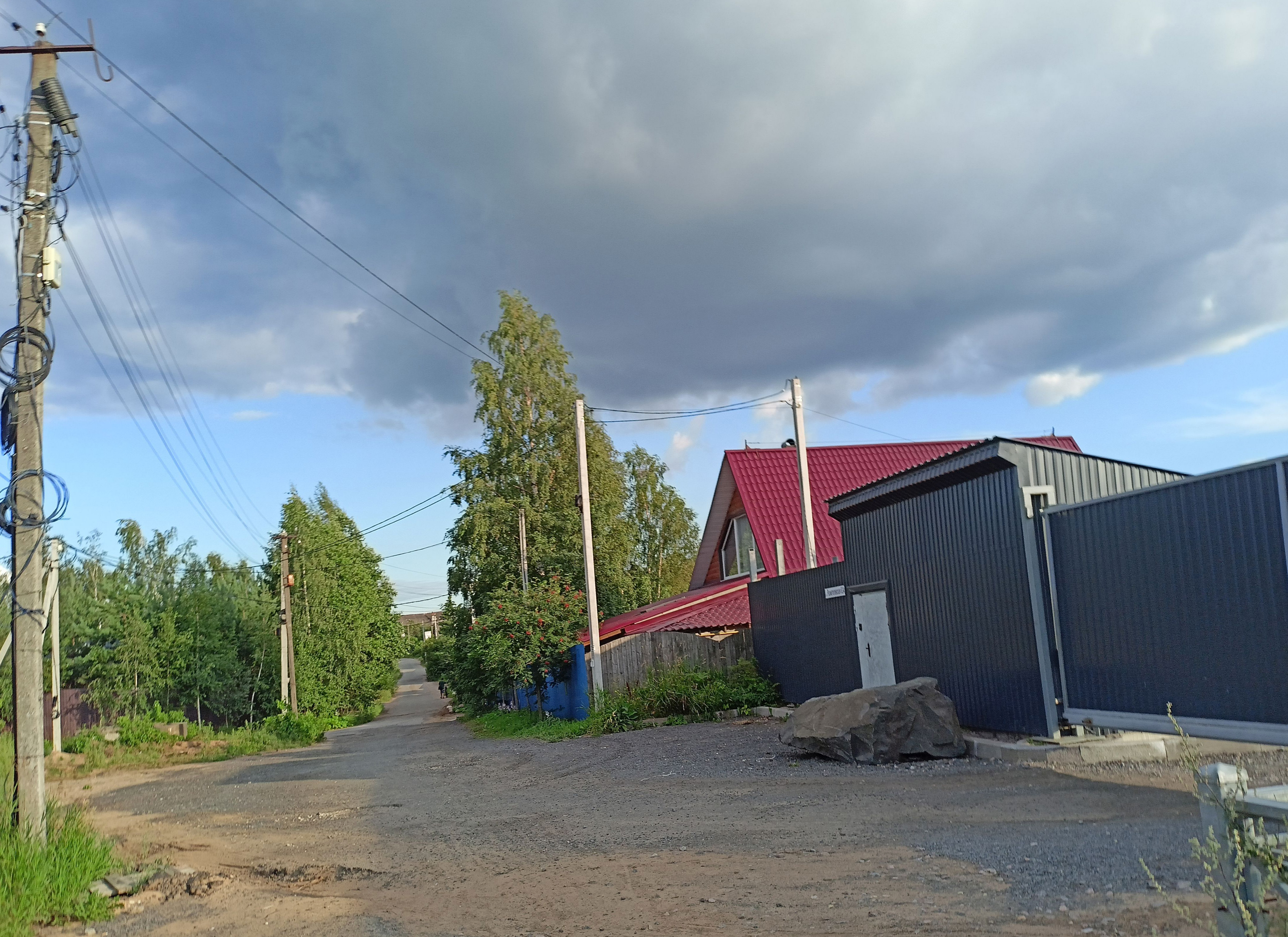
Разметелевская улица в Разметелево, 2023 год

## Улицы
Виркинский переулок, Дерибасовская, Кольцевая, Лесная, Луговой переулок, Олега Мрачко, ПТУ-56, Разметелевская, Руслана Туктарова, Садовый переулок, Строителей, Школьный переулок, Яблоневая.